# China Southern Power Grid

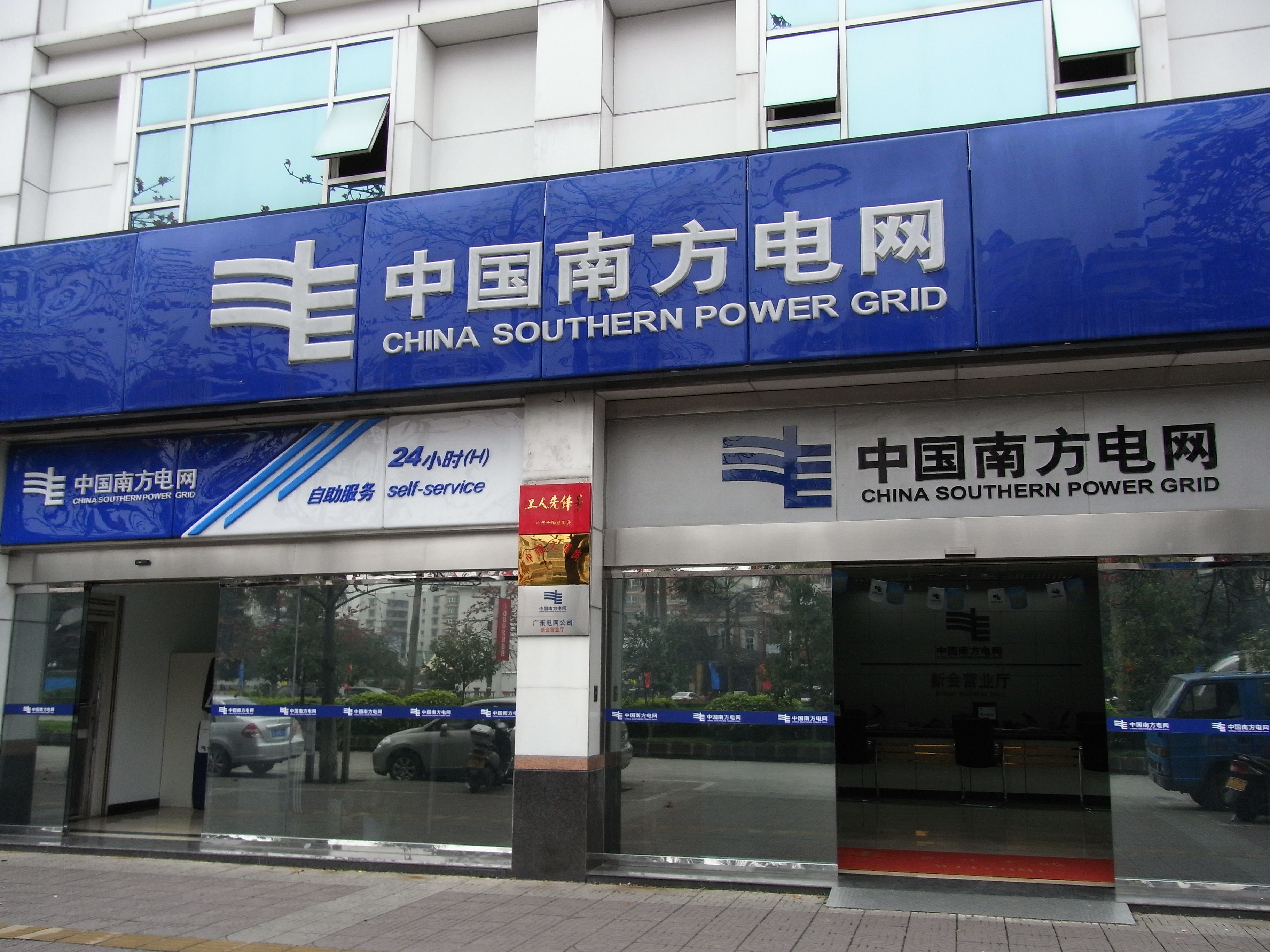
Laden der China Southern Grid Company

China Southern Grid Company Limited (CSG) ist der zweitgrößte Stromnetzbetreiber der Volksrepublik China. Seit der Organisationsreform der chinesischen Energieindustrie im Jahr 2000 sind die State Grid Corporation of China und die CSG gemeinsam für die Stromversorgung Chinas zuständig.
Aufgrund der Vorgaben des Staatsrates für die Energieindustrie wurde CSG am 29. Dezember 2002 gegründet. CSG ist für Investitionen, Aufbau und Betriebsführung der Netze in den fünf südchinesischen Provinzen Guangdong, Guangxi, Yunnan, Guizhou und Hainan verantwortlich. Das Unternehmen beteiligt sich auch an überregionaler Stromübertragung und -transformation und an überregionalen Netzkombinationsprojekten. Im Rahmen dessen erfolgen auch unabhängige internationale Kooperationen.
CSGs Hauptsitz in Guangzhou ist mit 13 Abteilungen ausgestattet. Darüber hinaus besitzt CSG vier weitere Zentralen, zwei Filialen, die sich jeweils auf Superhochspannungsübertragung und Finanzwesen spezialisiert haben, und fünf Tochtergesellschaften: Guangdong Power Grid Company, Guangxi Power Grid Company, Yunnan Power Grid Company, Guizhou Power Grid Company und Hainan Power Grid Company. Bis Ende Juni 2005 betrug der CSG-Vermögensbestand RMB 253,8 Mrd. Yuán (ca. 25,38 Mrd. Euro), wodurch es unter den „Fortune Global 500“ (2006: Platz 266) rangiert. Das Unternehmen beschäftigt 168.182 Mitarbeiter (Stand 2006). 
Das sogenannte Südnetz, das CSG verwaltet, deckt 5 Provinzen ab, deren Fläche ca. 1 Mio. km² und deren Ost-West-Spannweite nahezu 2.000 km beträgt. 2004 wurden 220 Mio. Menschen über das Südnetz versorgt, was 17,2 % der gesamten Bevölkerung Chinas entspricht. Wirtschaftlich wurde RMB 2.470,1 Mrd. Yuán (~247,01 Mrd. Euro) über das Südnetz produziert, was 18,1 % des gesamten GDP Chinas entspricht. Innerhalb des Südnetzes stehen verschiedene Energiearten wie Wasser, Kohle, Atomstrom, Erdöl, Erdgas, Wind usw. zur Verfügung. Ende 2004 akkumulierte die totale installierte Kapazität 79,54 GW (ausschließlich Hongkong und Macao).
CSG hat das Südnetz mit Hilfe moderner Technologie kompakt strukturiert. Seit September 2004 beginnt CSG durch das Südnetz auch Vietnam zu versorgen. Am 5. Juni 2017 wurde die bisherige Maximallast von 151,21 GW registriert, davon etwa 100 GW aus Guangdong.